# 小行星8350
小行星8350（英語：8350）是一颗围绕太阳公转的小行星。1989年1月2日，T. Hioki、川里信弘在奥多摩町发现了此天体。
这颗小行星的绝对星等为38.15267253198571等。